# Lilian Chen
Pour les articles homonymes, voir Chen.
Lilian Chen, également connue sous le pseudonyme milktea, est une graphiste, militante féministe et joueuse de professionnelle de jeu vidéo américaine.
Elle a été joueuse de haut niveau du jeu vidéo Super Smash Bros. Melee de 2003 à 2015.

## Vie personnelle
Chen grandit au Connecticut, de parents travaillant dans la restauration asiatique,. Milktea commence à jouer à Super Smash Bros. Melee au lycée. Elle commence à se déplacer dans le pays entier pour y jouer au jeu, jouant souvent en équipe avec son petit ami de l'époque, le champion du monde Chris « PC Chris » Szygiel. À l'époque, elle est généralement considérée meilleure joueuse féminine de Super Smash Bros. Melee en Amérique,.
Après avoir terminé le lycée, elle s'inscrit à l'université du Connecticut en design et communication, un choix par défaut. Après ses études, elle part vivre à New York pour travailler chez TED Talks. Après trois ans, elle démissionne et passe un été à ne pas travailler, jouant seulement aux jeux vidéo sur Twitch. Elle crée également des interfaces de streaming pour Super Smash Bros. Melee sur Twitch, et effectue quelques contrats freelance pour la plateforme d'organisation de tournois smash.gg.
À un tournoi de Melee, elle rencontre une partie de l'équipe YouTube Gaming, qui l'invite à venir visiter leurs bureaux. Quelques mois plus tard, elle est embauchée chez eux et déménage à San Francisco,.

## Activisme féministe dans le jeu vidéo

### Smash Sisters
En janvier 2016 a lieu le GENESIS 3, le plus gros tournoi de Super Smash Bros. Melee de tous les temps à l'époque : Emily Sun, une joueuse new-yorkaise, et Chen décident d'y organiser un événement féminin, qui rassemble plus d'une cinquantaine de joueuses de tous niveaux,. Elles nomment l'initiative "Smash Sisters", une variation de "Smash Brothers".
En interview, elle précise régulièrement que Smash Sisters n'a pas vocation à remplacer les tournois masculins ou à devenir une véritable ligue féminine. Le format des événements Smash Sisters ne permet pas d'établir un classement fiable, un but assumé, puisque Emily Sun et Lilian Chen affirment ne vouloir utiliser Smash Sisters que pour "aider la communauté dans son ensemble à grandir" et fournir un environnement accueillant aux femmes de tous niveaux, qui ne sont pas toujours à l'aise dans un milieu quasi-exclusivement masculin.
L'initiative reçoit un certain nombre de critiques, en particulier de la part de joueurs qui se considèrent "exclus" de l'initiative, mais continue à être mise en place à un grand nombre de tournois nationaux et internationaux, par exemple au BEAST en Suède en février 2016 et février 2017, à GENESIS 4 en janvier 2017 et à la HFLAN Melee Edition à Paris en avril 2017.

### Couverture médiatique
Après avoir arrêté sa carrière de joueuse, Chen organise The New Meta, un comité sur le sexisme dans le jeu vidéo compétitif, au NYU Game Center,.
Elle participe également à un panel auprès d'un sommet de l'esport à la Game Developers Conference.
En 2013, elle fait l'objet d'un épisode du documentaire The Smash Brothers, où elle parle du traitement des femmes dans la scène compétitive de Melee et de ce qui pourrait aider à améliorer cette scène.
En 2015, elle est invitée à participer à une conférence TED pour la jeunesse, où elle parle de l'importance de l'empathie pour répondre au sexisme dans le jeu vidéo. Cette vidéo est reprise par plusieurs médias. Elle écrit, la même année, un article de blog sur l'importance des tournois féminins.
En 2016, RTL la met dans sa liste des « 7 femmes à suivre pour plonger dans l'univers du gaming ».